# Le Poët-Laval
Pour les articles homonymes, voir Le Poët et Le Poët-Célard.
Le Poët-Laval est une commune française située dans le département de la Drôme en région Auvergne-Rhône-Alpes.

## Géographie

### Localisation
La commune s'étend sur 3 122 hectares, de part et d'autre de la vallée du Jabron, entre Souspierre et Dieulefit.
Le village est situé à 5 km à l'ouest de Dieulefit, 15 km de Grignan, 20 km de Montélimar, 20 km de Nyons, 65 km de Valence, un peu moins de 90 km d'Avignon, 170 km de Lyon, 175 km de Marseille et à moins de 3 h de Paris en TGV.

### Relief et géologie
Sites particuliers :
- Col de Gorge d'Ane (708 m)
- Col du Coulant de Pommier
- Combe du Four
- Combe Fortune
- Combe Rouby
- Combe Saint-Martin
- Combe Ville
- Montagne de Champlat (779 m)
- Montagne de la Gète
- Montagne de l'Autèche
- Montagne du Poët
- Mont Rachas
- Pas de la Cavale
- Rocher de la Tournelle
- Serre Combeau
- Serre Court
- Serre de Font Estrèche
- Serre Gros
- Serre Longe
- Serre Pelé
- Serre Pointu
- Serre Sigoyet
- Serre Tapy

Anciens sites :
- les Alibeaux sont un mont attesté en 1891[2].

### Hydrographie
La commune est arrosée par les cours d'eau suivants :
- le Jabron
- Ravin d'Andrenne
- Ravin de Bisquerle
- Ravin de Chardon
- Ravin de Chorian
- Ravin de Combe Ville
- Ravin d'Espuy
- Ravin de Font la Molle
- Ravin de Fusieux
- Ravin de Guimard
- Ravin de la Bérangère
- Ravin de la Fontaine des Monges
- Ravin de la Plaine
- Ravin de la Rige
- Ravin de l'Oulette
- Ravin de Molans
- Ravin de Pouzet
- Ravin de Ribesaille
- Ravin des Baillardes
- Ravin des Crolles
- Ravin de Traversier
- Ravin Fontairard
- Ravin Ruine du Pont
- Ruisseau de Chabotte
- Ruisseau des Rivales
- Ruisseau de Variza

### Climat
Pour des articles plus généraux, voir Climat d'Auvergne-Rhône-Alpes et Climat de la Drôme.
En 2010, le climat de la commune est de type climat méditerranéen altéré, selon une étude du Centre national de la recherche scientifique s'appuyant sur une série de données couvrant la période 1971-2000. En 2020, Météo-France publie une typologie des climats de la France métropolitaine dans laquelle la commune est dans une zone de transition entre le climat de montagne et le climat méditerranéen et est dans une zone de transition entre les régions climatiques « Provence, Languedoc-Roussillon » et « Alpes du sud ». 
Pour la période 1971-2000, la température annuelle moyenne est de 12,9 °C, avec une amplitude thermique annuelle de 17,2 °C. Le cumul annuel moyen de précipitations est de 925 mm, avec 7,2 jours de précipitations en janvier et 4,2 jours en juillet. Pour la période 1991-2020, la température moyenne annuelle observée sur la station météorologique de Météo-France la plus proche, « Taulignan », sur la commune de Taulignan à 10 km à vol d'oiseau, est de 14,0 °C et le cumul annuel moyen de précipitations est de 842,4 mm,. Pour l'avenir, les paramètres climatiques de la commune estimés pour 2050 selon différents scénarios d'émission de gaz à effet de serre sont consultables sur un site dédié publié par Météo-France en novembre 2022.

## Urbanisme

### Typologie
Au 1er janvier 2024, Le Poët-Laval est catégorisée commune rurale à habitat dispersé, selon la nouvelle grille communale de densité à 7 niveaux définie par l'Insee en 2022.
Elle appartient à l'unité urbaine de Dieulefit, une agglomération intra-départementale dont elle est une commune de la banlieue,. Par ailleurs la commune fait partie de l'aire d'attraction de Montélimar, dont elle est une commune de la couronne,. Cette aire, qui regroupe 45 communes, est catégorisée dans les aires de 50 000 à moins de 200 000 habitants,.

### Occupation des sols
L'occupation des sols de la commune, telle qu'elle ressort de la base de données européenne d’occupation biophysique des sols Corine Land Cover (CLC), est marquée par l'importance des forêts et milieux semi-naturels (81,6 % en 2018), une proportion identique à celle de 1990 (81,6 %). La répartition détaillée en 2018 est la suivante : forêts (80,1 %), zones agricoles hétérogènes (10 %), prairies (4,9 %), zones urbanisées (3,5 %), milieux à végétation arbustive et/ou herbacée (1,5 %). L'évolution de l’occupation des sols de la commune et de ses infrastructures peut être observée sur les différentes représentations cartographiques du territoire : la carte de Cassini (XVIIIe siècle), la carte d'état-major (1820-1866) et les cartes ou photos aériennes de l'IGN pour la période actuelle (1950 à aujourd'hui).

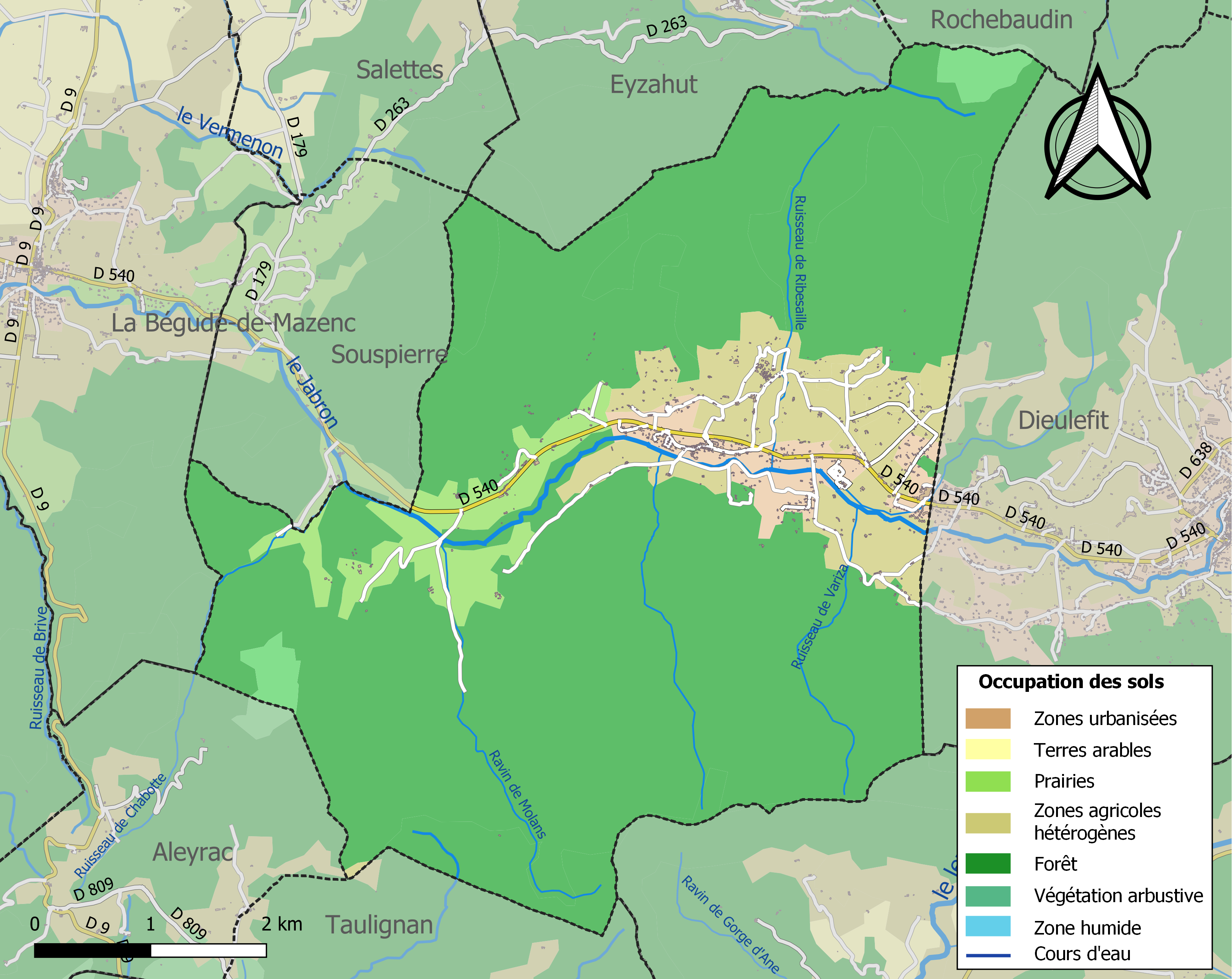
Carte des infrastructures et de l'occupation des sols de la commune en 2018 (CLC).

### Morphologie urbaine
La commune est composée de deux agglomérations principales, Gougne et le Vieux Village, auxquelles s'ajoutent de nombreux hameaux.

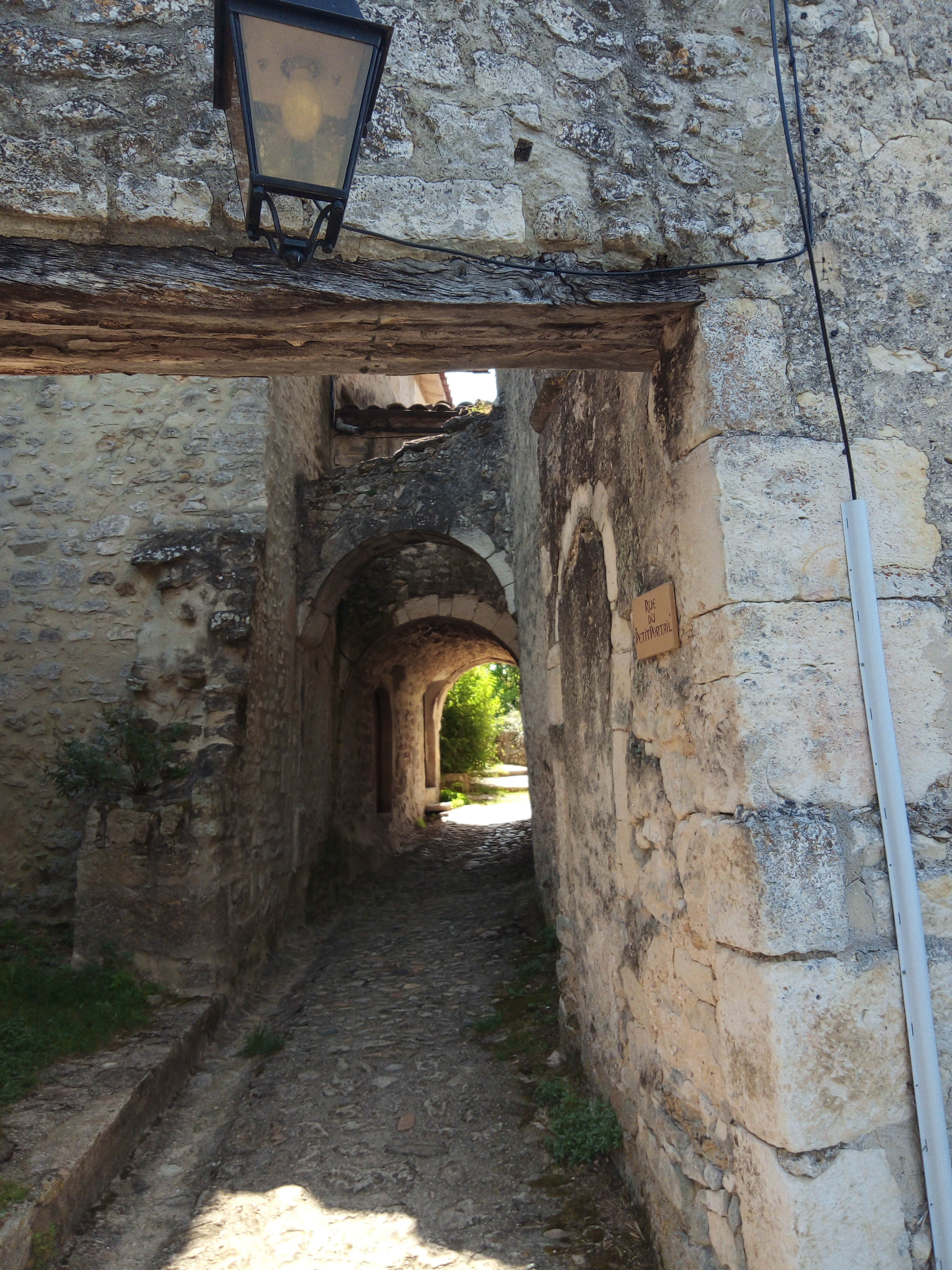
La rue du Petit Portail au Vieux Village.

#### Quartiers, hameaux et lieux-dits
Site Géoportail (carte IGN) :
- Bisquerle
- Blachassous
- Cessonnet
- Chabotte
- Chambaillard
- Chardon
- Chaufard
- Combe Reynaud
- Combe Verre
- Costan
- Côte Chaude
- Côte Chorian
- Escouliats
- Espuy
- Estampes
- Flachaire
- Fond Gary
- Garaix
- Gaudet
- Gougne
- Graneron
- Jas Mottet
- la Bérangère
- Labry
- la Chapelle
- la Chasse
- la Condamine
- la Garenne
- la Grande Combe
- la Grotte
- la Jardinière
- la Périère
- la Rige
- la Rivière
- la Taillée
- Laugière
- le Brotin
- le Diable Vert
- le Moulin
- le Péroux
- le Plat
- le Pont
- le Poulailler
- le Pradou
- le Renevier
- les Alibeaux
- les Baillardes
- les Côtes
- les Cougnets
- les Drayes
- le Serret
- les Granges Basses
- les Martins
- les Vignaux
- Lorette
- Molans
- Pierre à Feu
- Pigoulet
- Piolenc
- Porte Rouge (grotte)
- Richon
- Rivales
- Robert
- Sauvan
- Serre Crue
- Traversier

### Voies de communication et transports
La commune est desservie par la route départementale D 540.

## Toponymie
Dictionnaire topographique du département de la Drôme :
- 1269 : Poietum Vallis et Pogetum Vallis (de Coston, Étymologie de la Drôme).
- XIVe siècle : mention de la paroisse : preceptoria Vallis Poieti (pouillé de Die).
- 1381 : castrum de Pogeto Vallis (Valbonnais, II, 162).
- 1391 : Le Puy de la Val (choix de documents, 214).
- 1509 : mention de l'église Saint-Michel : ecclesia Sancti Michaelis Pogeti Vallis (visites épiscopales).
- 1529 : Lou Poyt de Laval (archives hosp. de Crest, B 11).
- 1573 : Poyt Lava (Lacroix, L'arrondissement de Montélimar, III, 321).
- 1588 : Poit Laval (Chabeul, notaire à Crest).
- 1891 : Le Poët-Laval, commune du canton de Dieulefit.

### Étymologie
Poët signifie « hauteur » (comme puy). Le mot est dérivé du latin podium[réf. nécessaire].
Le Poët-Laval signifie « le petit mont dans la vallée » (pogetum vallis).

## Histoire
Pour un article plus général, voir Histoire de la Drôme.

### Du Moyen Âge à la Révolution

#### Les Hospitaliers
La seigneurie : au point de vue féodal, le Poët-Laval était une terre patrimoniale de l'ordre de Saint-Jean de Jérusalem pour laquelle les commandeurs du lieu devaient hommage aux comtes de Valentinois suivant une transaction de l'an 1209.
Les commandeurs jouissaient du droit de haute-justice.
Le bourg castral du XIIIe siècle, qui s'était développé autour du château, fut entouré d'une enceinte fortifiée au XIVe siècle[réf. nécessaire].
La commanderie du Poët-Laval comptait quarante-deux membres en 1338 ; elle a connu un important développement à la fin du XVe siècle et au début du XVIe siècle, avec l'extension du vieux château, la construction d'un second château dit « Salon des commandeurs » à la limite sud-ouest de l'enceinte du village et la reconstruction partielle ou complète d'une partie des habitations du bourg[réf. nécessaire].
Au cours des guerres de Religion, Le Poët-Laval subit plusieurs sièges.
À la fin du XVIe siècle, le château, étant très endommagé, est délaissé par les commandeurs qui se fixent définitivement à Montélimar. Les fortifications seront démantelées et le corps de logis tombera en ruines. La chapelle castrale Saint-Jean redevient église paroissiale sous le vocable de Saint-André[réf. nécessaire].

#### XVIIeetXVIIIesiècles
1742 (démographie) : 120 familles et autant de maisons.
Au XVIIIe siècle, le village possédait une fabrique de verrerie, occupant huit personnes, qui fabriquait bouteilles, verres et gobelets. Une fabrique semblable existait aussi dans le village de Taulignan[réf. nécessaire].
Dans le cadre de la réaction seigneuriale et nobiliaire qui précéda la Révolution française, le seigneur local s'approprie un bois qui appartenait collectivement à la communauté dans les années 1770 et le vend à des charbonniers.
Avant 1790, le Poët-Laval était une communauté de l'élection, subdélégation et sénéchaussée de Montélimar.

Elle formait une paroisse du diocèse de Die dont l'église, dédiée à saint Michel, était celle d'une commanderie de l'ordre de Saint-Jean de Jérusalem, connue dès le XIIIe siècle, et dont le titulaire était décimateur dans les paroisses de Dieulefit, Manas, le Poët-Laval et Souspierre.

### De la Révolution à nos jours

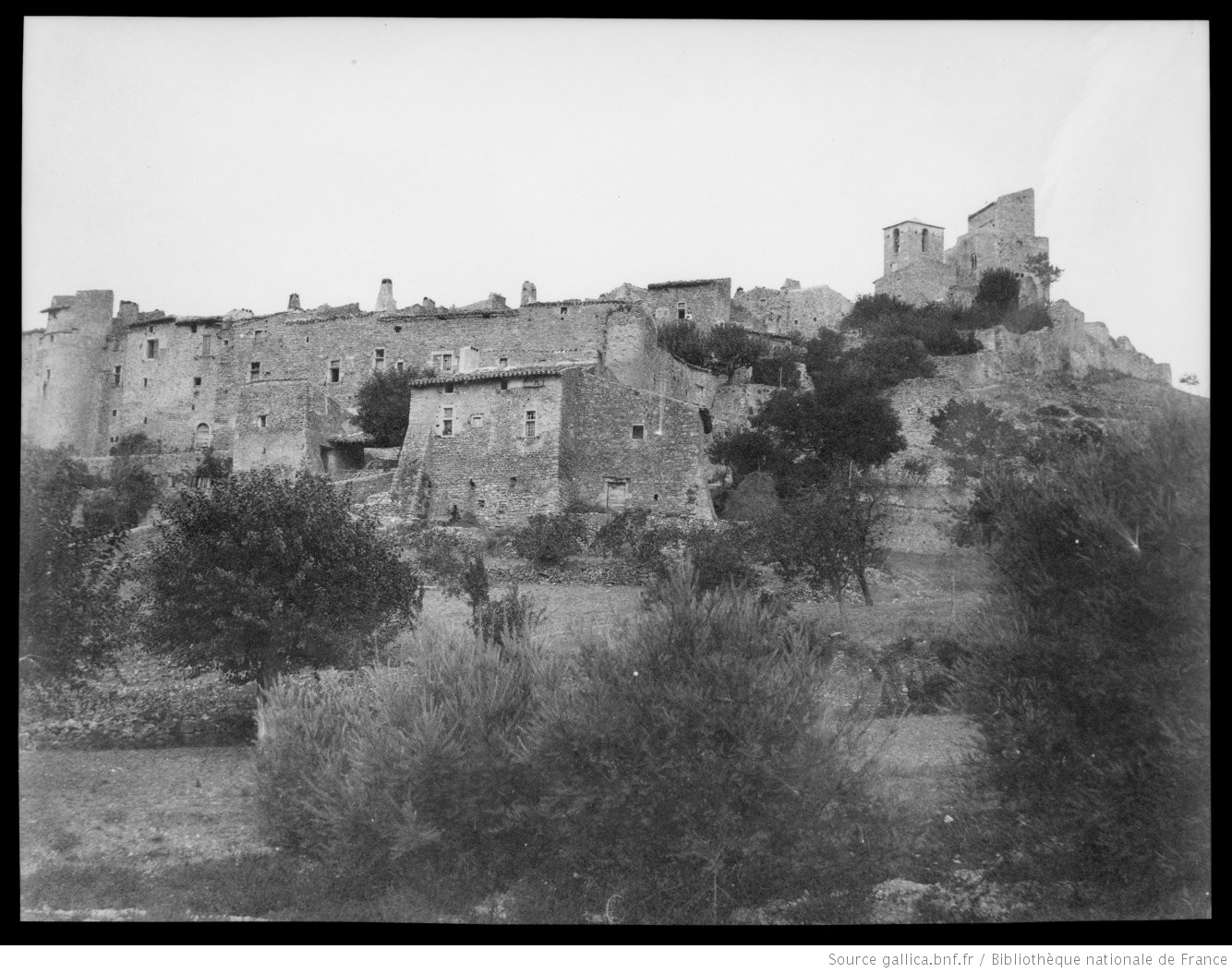
Le village au XIXe siècle.

En 1790, la commune fait partie du canton de Dieulefit.
En 1893, Le Poët-Laval est relié à Montélimar par une ligne des chemins de fer départementaux de la Drôme à écartement d'un mètre et construite en accotement sur la route (sauf pour le contournement du Poët). Pendant la Première Guerre mondiale, une usine fabriquera des grenades qui étaient expédiées par ce tramway à vapeur.
En 1895, la chapelle castrale, utilisée comme église paroissiale Saint-André depuis le début du XVIIe siècle, est abandonnée et remplacée par une nouvelle église construite dans la vallée[réf. nécessaire].
À partir du début du XXe siècle, le développement du village de Gougne, en fond de vallée, entraîna l'abandon progressif du vieux village qui n'était plus occupé que par quelques personnes âgées au début des années 1950.

Dès 1925, l'association des Amis du vieux Poët-Laval freina le pillage systématique dont le site faisait l'objet en acquérant et en consolidant les constructions les plus menacées. À partir de 1959, les travaux réalisés par des particuliers sur toute la partie haute du village, dans les rues et quelques maisons anciennes, ont permis de redonner vie au lieu[réf. nécessaire].

## Politique et administration

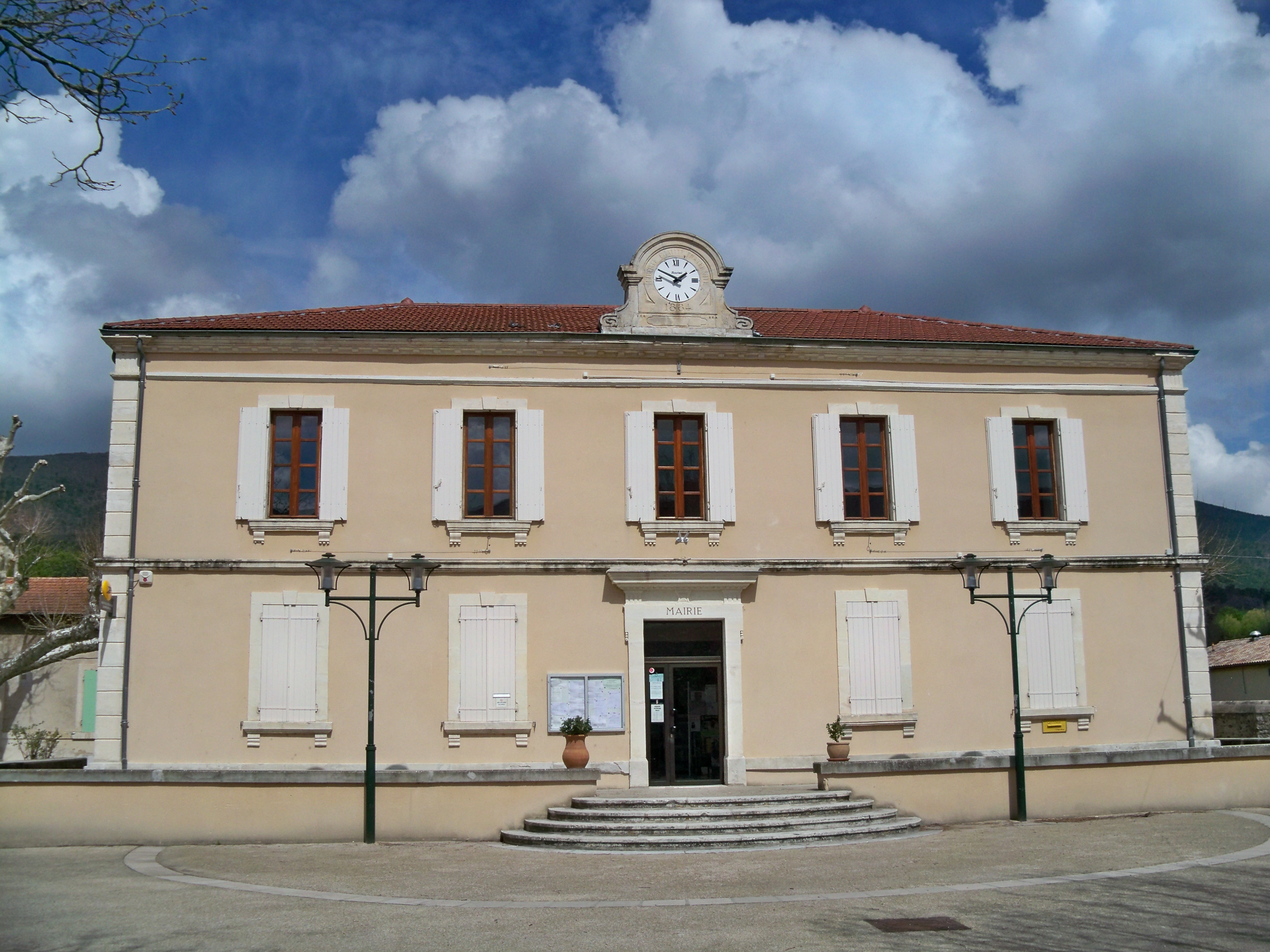
Mairie du Poët Laval.

### Liste des maires
| Période                                                                      | Période                      | Identité                         | Étiquette | Qualité       |
| ---------------------------------------------------------------------------- | ---------------------------- | -------------------------------- | --------- | ------------- |
| Les données manquantes sont à compléter. : de la Révolution au Second Empire |                              |                                  |           |               |
| 1790                                                                         | 1871                         | ?                                |           |               |
| Les données manquantes sont à compléter. : depuis la fin du Second Empire    |                              |                                  |           |               |
| 1871                                                                         |                              | ?                                |           |               |
| 1874                                                                         |                              | ?                                |           |               |
| 1878                                                                         |                              | ?                                |           |               |
| 1884                                                                         |                              | ?                                |           |               |
| 1888                                                                         |                              | ?                                |           |               |
| 1892                                                                         |                              | ?                                |           |               |
| 1896                                                                         |                              | ?                                |           |               |
| 1900                                                                         |                              | ?                                |           |               |
| 1904                                                                         |                              | ?                                |           |               |
| 1908                                                                         |                              | ?                                |           |               |
| 1912                                                                         |                              | ?                                |           |               |
| 1919                                                                         |                              | ?                                |           |               |
| 1925                                                                         |                              | ?                                |           |               |
| 1929                                                                         |                              | ?                                |           |               |
| 1935                                                                         |                              | ?                                |           |               |
| 1945                                                                         |                              | ?                                |           |               |
| 1947                                                                         |                              | ?                                |           |               |
| 1953                                                                         |                              | ?                                |           |               |
| 1959                                                                         | 1965                         | Yvon Morin                       |           |               |
| 1965                                                                         | 1971                         | Yvon Morin                       |           | maire sortant |
| 1971                                                                         | 1977                         | Yvon Morin                       |           | maire sortant |
| 1977                                                                         | 1983                         | Dominique Boltri                 |           |               |
| 1983                                                                         | 1989                         | Dominique Boltri                 |           | maire sortant |
| 1989                                                                         | 1995                         | Gérard Verpeaux                  |           | commercial    |
| 1995                                                                         | 2001                         | Dominique Boltri                 |           |               |
| 2001                                                                         | 2008                         | Dominique Boltri                 |           | maire sortant |
| 2008                                                                         | 2014                         | Maïa Cavet                       |           |               |
| 2014                                                                         | 2016                         | Jean-Claude Roz                  | DVG       | retraité      |
| 2016 (élection ?)                                                            | 2020                         | Jean Boursaly                    |           |               |
| 2020                                                                         | En cours (au 7 février 2021) | Yves Magnin[source insuffisante] |           | maire sortant |

### Politique environnementale
La commune est membre de l'association Les Plus Beaux Villages de France, qui vise à promouvoir les atouts touristiques de petites communes françaises riches d'un patrimoine de qualité.

## Population et société

### Démographie
L'évolution du nombre d'habitants est connue à travers les recensements de la population effectués dans la commune depuis 1793. Pour les communes de moins de 10 000 habitants, une enquête de recensement portant sur toute la population est réalisée tous les cinq ans, les populations de référence des années intermédiaires étant quant à elles estimées par interpolation ou extrapolation. Pour la commune, le premier recensement exhaustif entrant dans le cadre du nouveau dispositif a été réalisé en 2008.

En 2022, la commune comptait 958 habitants, en évolution de +3,79 % par rapport à 2016 (Drôme : +2,64 %, France hors Mayotte : +2,11 %).
| 1793 | 1800 | 1806 | 1821  | 1831  | 1836  | 1841  | 1846  | 1851  |
| ---- | ---- | ---- | ----- | ----- | ----- | ----- | ----- | ----- |
| 830  | 955  | 949  | 1 057 | 1 102 | 1 241 | 1 200 | 1 221 | 1 227 |

| 1856  | 1861  | 1866  | 1872  | 1876 | 1881 | 1886 | 1891 | 1896 |
| ----- | ----- | ----- | ----- | ---- | ---- | ---- | ---- | ---- |
| 1 140 | 1 147 | 1 144 | 1 045 | 994  | 936  | 902  | 813  | 830  |

| 1901 | 1906 | 1911 | 1921 | 1926 | 1931 | 1936 | 1946 | 1954 |
| ---- | ---- | ---- | ---- | ---- | ---- | ---- | ---- | ---- |
| 759  | 813  | 760  | 666  | 637  | 594  | 549  | 538  | 561  |

| 1962 | 1968 | 1975 | 1982 | 1990 | 1999 | 2006 | 2008 | 2013 |
| ---- | ---- | ---- | ---- | ---- | ---- | ---- | ---- | ---- |
| 549  | 505  | 493  | 538  | 652  | 809  | 875  | 893  | 927  |

| 2018 | 2022 | - | - | - | - | - | - | - |
| ---- | ---- | - | - | - | - | - | - | - |
| 942  | 958  | - | - | - | - | - | - | - |

### Enseignement
La commune est rattachée à l'académie de Grenoble.

### Manifestations culturelles et festivités
- Fête votive : le dernier dimanche de juillet[18].
- Le Poët-Laval Jazz/s festival : le week-end précédant la fête votive, 3 jours de concerts au Vieux Village pour accueillir toute la diversité et l'actualité de la musique libre[29]
- Des visites accompagnées du château et du village sont organisées[30],[31].
- Le Centre d'art et d'animation Raymond-du-Puy propose chaque année deux expositions temporaires : une exposition de printemps à thème, et une exposition d'été consacrée à un artiste de renom. Il organise également des concerts de mars à septembre[réf. nécessaire].
- Les « Voix d'Exils » proposent des journées thématiques organisées au mois d'octobre dans les pays de Bourdeaux, de Dieulefit et de Saou, le long de l'itinéraire huguenot[32].
- Le vieux village du Poët-Laval est le point de départ du sentier de grande randonnée sur les pas des huguenots qui relie le Poët-Laval à la ville allemande de Bad Karlshafen[33].

### Loisirs
- Randonnées : GR 429, GR 965, GRP Tour du Pays de Dieulefit[1] dont la randonnée vers le site montagneux du Rachas[18].

### Médias
Le territoire de la commune se situe dans l'aire de diffusion de plusieurs médias :
- Presse écrite
  - Le Dauphiné libéré, quotidien régional qui consacre, chaque jour, y compris le dimanche, dans son édition de « Romans et Drôme des collines » un ou plusieurs articles à l'actualité du canton et de la commune, ainsi que des informations sur les éventuelles manifestations locales, les travaux routiers, et autres événements divers à caractère local.
  - L'Agriculture Drômoise, journal d'informations agricoles et rurales qui couvre l'ensemble du département de la Drôme.
  - Drôme Hebdo (ancien Peuple Libre), hebdomadaire chrétien d'informations.
- Presse audio-visuelle
  - Ici Drôme Ardèche est une radio publique diffusée sur son territoire.

## Économie

### Agriculture
En 1992 : lavande, apiculture (miel).

### Industrie
La commune possède une ancienne carrière.

### Commerce
Le café Tous les Matins du Monde, situé à Gougne, porte le label Bistrot de Pays, et adhère à ce titre a une charte qui a pour but de « contribuer à la conservation et à l'animation du tissu économique et social en milieu rural par le maintien d'un lieu de vie du village ».

## Culture locale et patrimoine

### Lieux et monuments

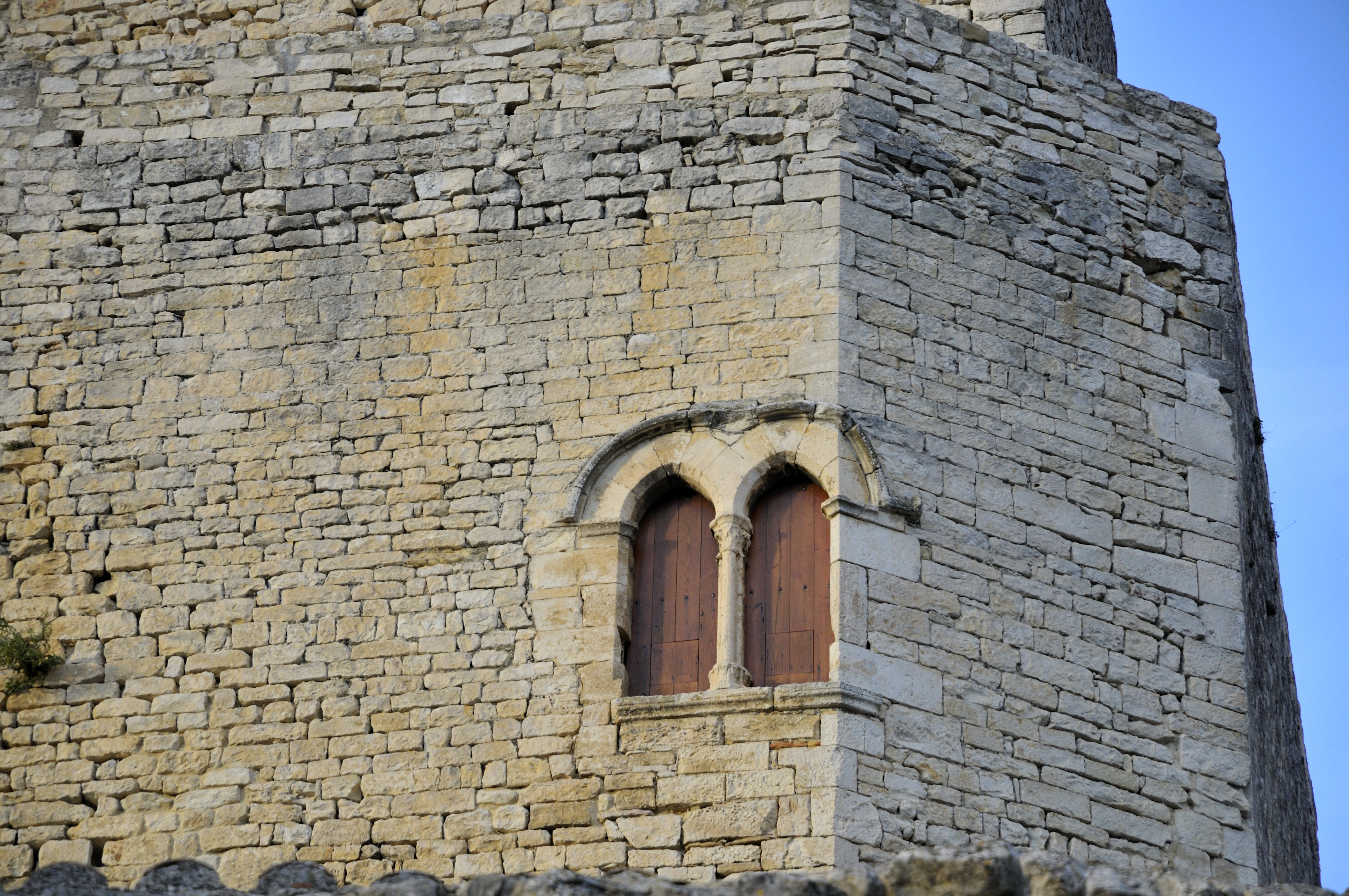
Fenêtre du donjon.

L'ensemble médiéval comprend les ruines du château et de la chapelle, avec leurs murs d'enceinte (MH). C'était la plus belle commanderie provençale. De la chapelle, il ne reste que l'abside. Les remparts sont classés IMH.
- Le château médiéval. Son donjon de plan rectangulaire a été construit par les Hospitaliers[36] de l'ordre de Saint-Jean de Jérusalem, sans doute au début du XIIIe siècle[37].

Édifié sur un mamelon rocheux dominant la vallée, il se composait de deux salles voûtées superposées et d'une terrasse défensive. L'ensemble était desservi par deux volées d'escaliers en pierre. La porte d'entrée, aujourd'hui murée, était protégée par un système de mâchicoulis sur arc. Le donjon était probablement entouré à l'origine d'un simple mur d’enceinte, auquel le village, fortifié au XIVe siècle, vint rapidement s'accoler.
Le château connut un important développement au XVIe siècle : construction d'un pigeonnier sur la terrasse (entourée d’un chemin de ronde couvert) et adjonction d'un vaste corps de logis composé de quatre grandes salles à cheminées, superposées sur deux niveaux. Les capacités défensives de l'enceinte furent également améliorées par l'adjonction de bastions[réf. nécessaire].
Plusieurs fois assiégé au cours des guerres de Religion, le château cessa d'être occupé vers la fin du XVIe siècle. Il sera démantelé en 1622 sur ordre du roi Louis XIII.
Acquis et entretenu par des particuliers au XIXe siècle, amputé d'une partie de son corps de logis, le château est devenu propriété de la commune en 1988. Classé monument historique, il a été restauré en 1996-1998[réf. nécessaire].

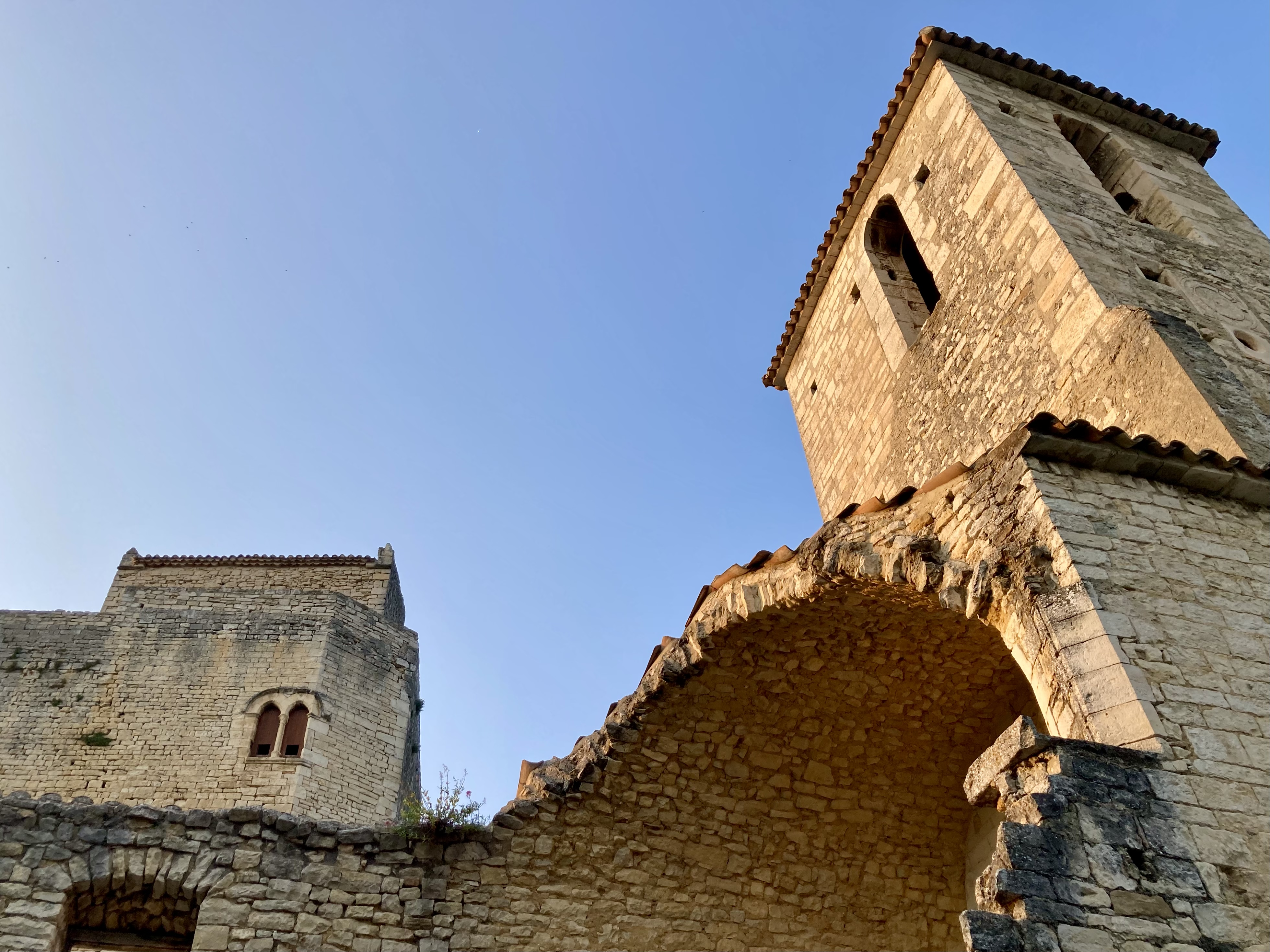
La chapelle au pied du donjon.

- La chapelle Saint-Jean-des-Commandeurs. Sa construction est probablement contemporaine de celle du château (début XIIIe siècle).

Implantée le long du mur d'enceinte qui séparait le village de la basse-cour du château, elle servait à la fois de chapelle castrale et d'église paroissiale. À partir de la basse cour du château, une porte donnait accès à une petite tribune d'où le seigneur pouvait assister à l'office.
Le clocher qui surmonte le chœur roman a sans doute été ajouté tardivement (fin du XVIe siècle ?), afin de renforcer les défenses du château[réf. nécessaire].
L'édifice a été très endommagé par les guerres de Religion : la voûte et les élévations latérales de la nef, initialement décorées d'arcatures dont il ne subsiste que les amorces de part et d'autre du chœur, ont été reconstruites à la fin du XVIIe siècle.
La chapelle est restée église paroissiale jusqu’à la construction de la nouvelle église en contrebas du village en 1895. La nef et la sacristie attenante se sont effondrées dans les années 1930, et n'ont jamais été reconstruites. Le chœur a été restauré en 1966[réf. nécessaire].
- Église romane[18].
- La Commanderie (ou Salon des Commandeurs) est un second château, construit probablement au milieu du XVIe siècle. Il était peut-être destiné au logement du châtelain qui administrait le domaine au nom des commandeurs[40].

L'édifice a été construit sur le rempart du XIVe siècle en y intégrant au moins une tour plus ancienne. L'accès du château s'effectuait par l'intérieur du village, à travers un vestibule débouchant sur un escalier monumental à volées droites distribuées autour d'un noyau creux. Les grandes salles du premier étage s'ouvrent largement sur la campagne par de grandes croisées de meneaux à doubles traverses.
Le château a été acquis et restauré par des particuliers à la fin des années 1950[réf. nécessaire].
- L'ancien temple protestant du Poët-Laval a été aménagé au début de 1622 dans une ancienne maison d’habitation convertie en maison commune au XVe siècle.

En 1685, lors de la révocation de l'Édit de Nantes, le temple fut sauvé in extremis de la démolition par son statut de maison commune.
L'aménagement actuel du bâtiment date de 1807, avec des tribunes ajoutées en 1822. Le bâtiment fut utilisé pour le culte jusqu’en 1935, avant d’être aménagé en musée en 1961.

Temple et musée du protestantisme du Poët-Laval
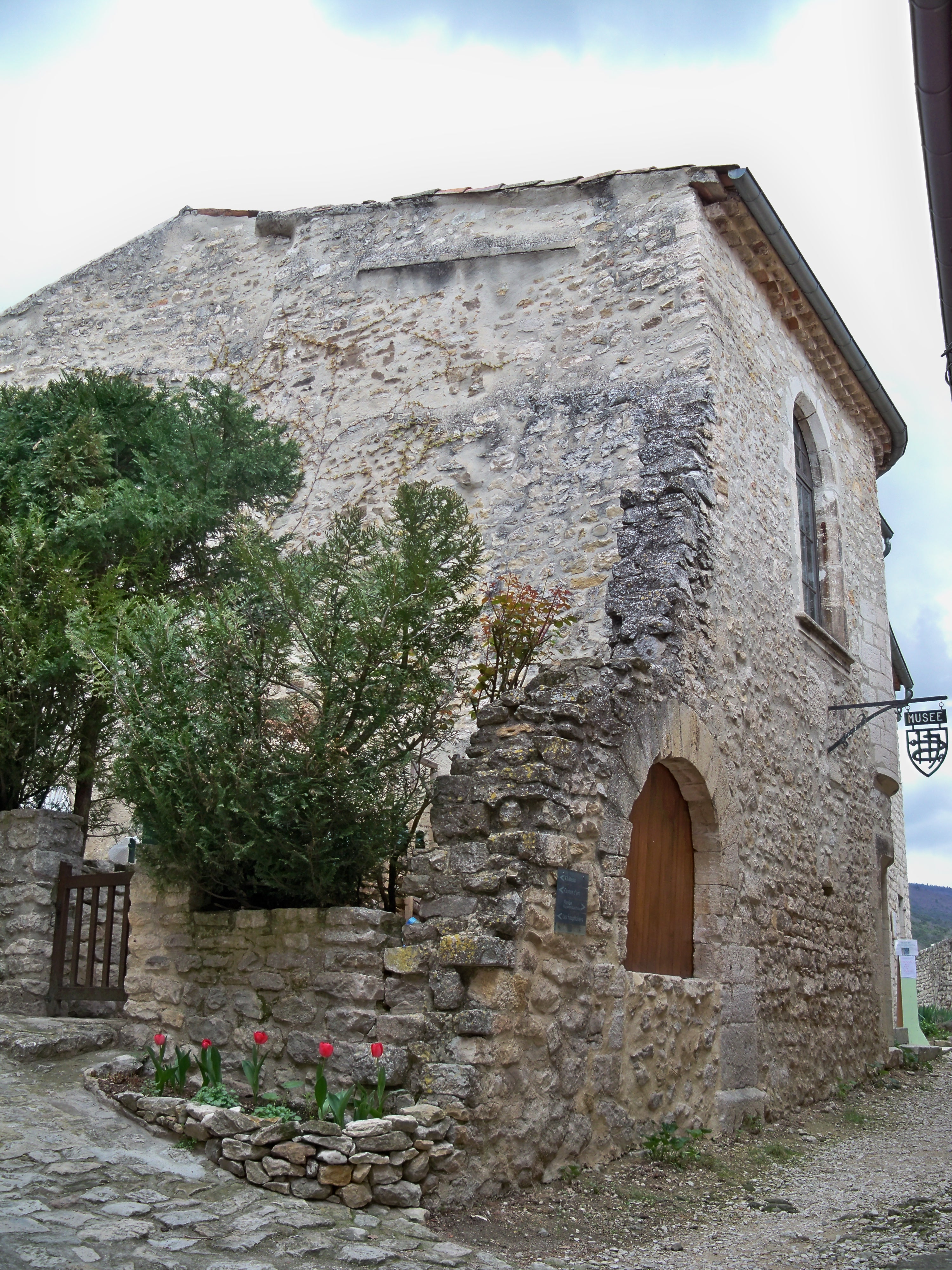
Musée.
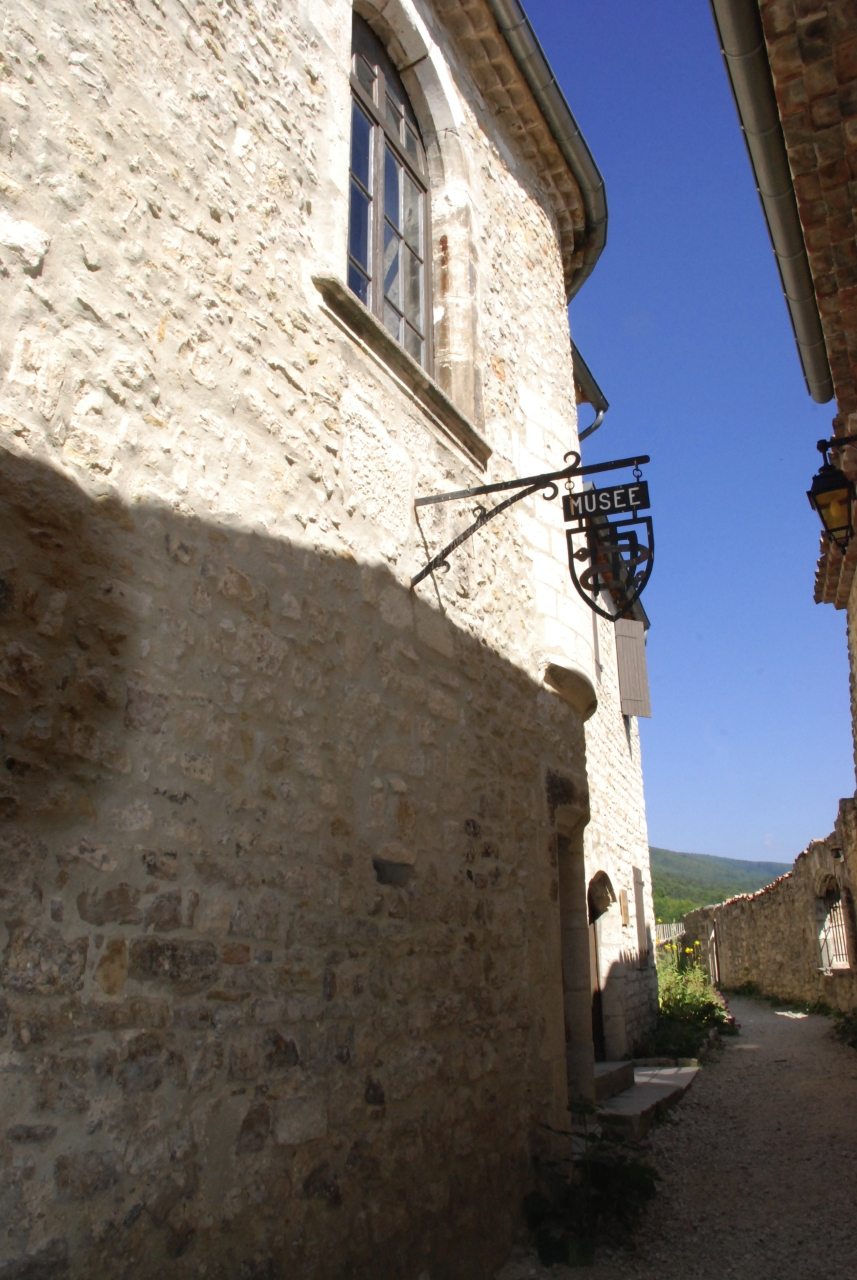
Entrée du musée.
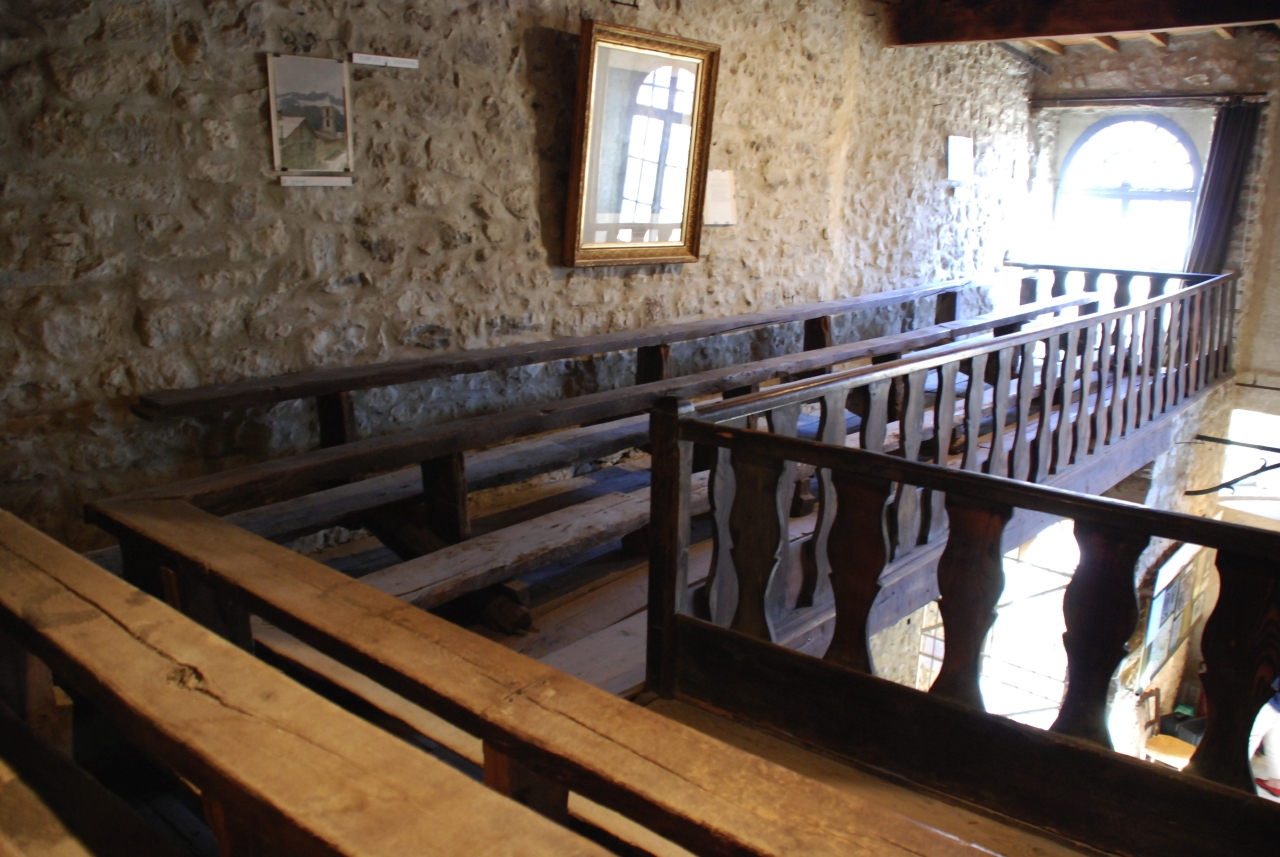
Intérieur.
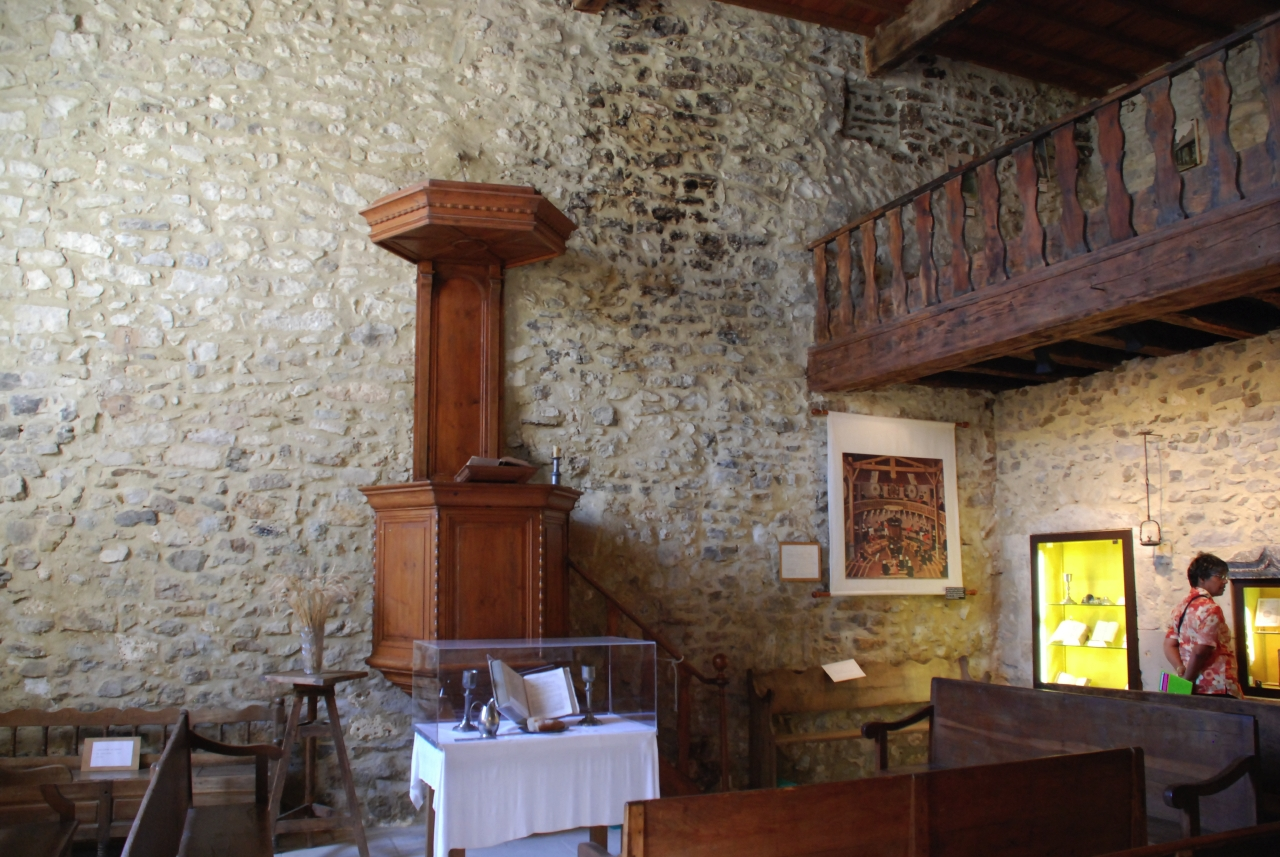
Chaire.

#### Galerie

Vues générales du village
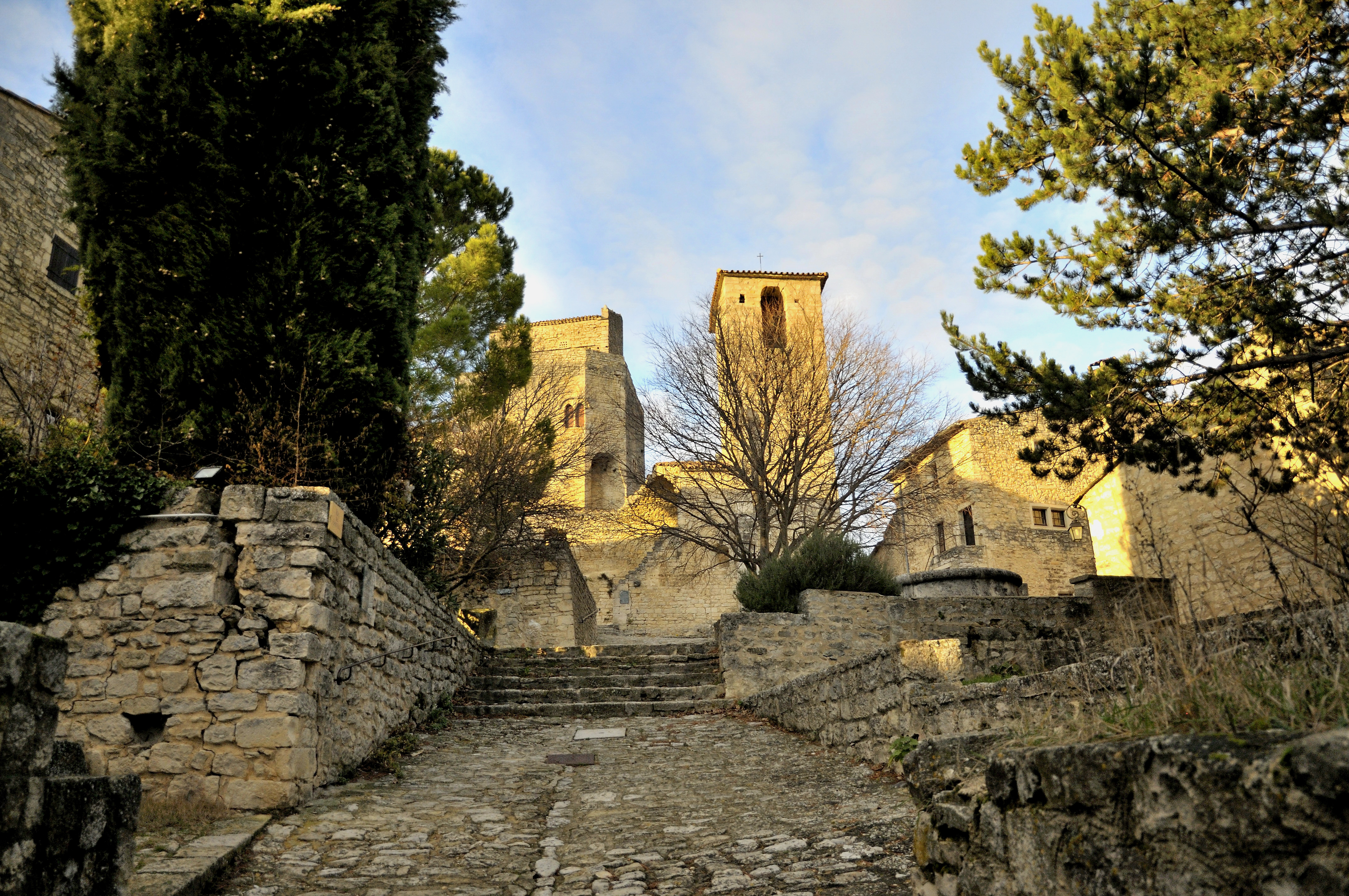
Vue sur la chapelle et le château.
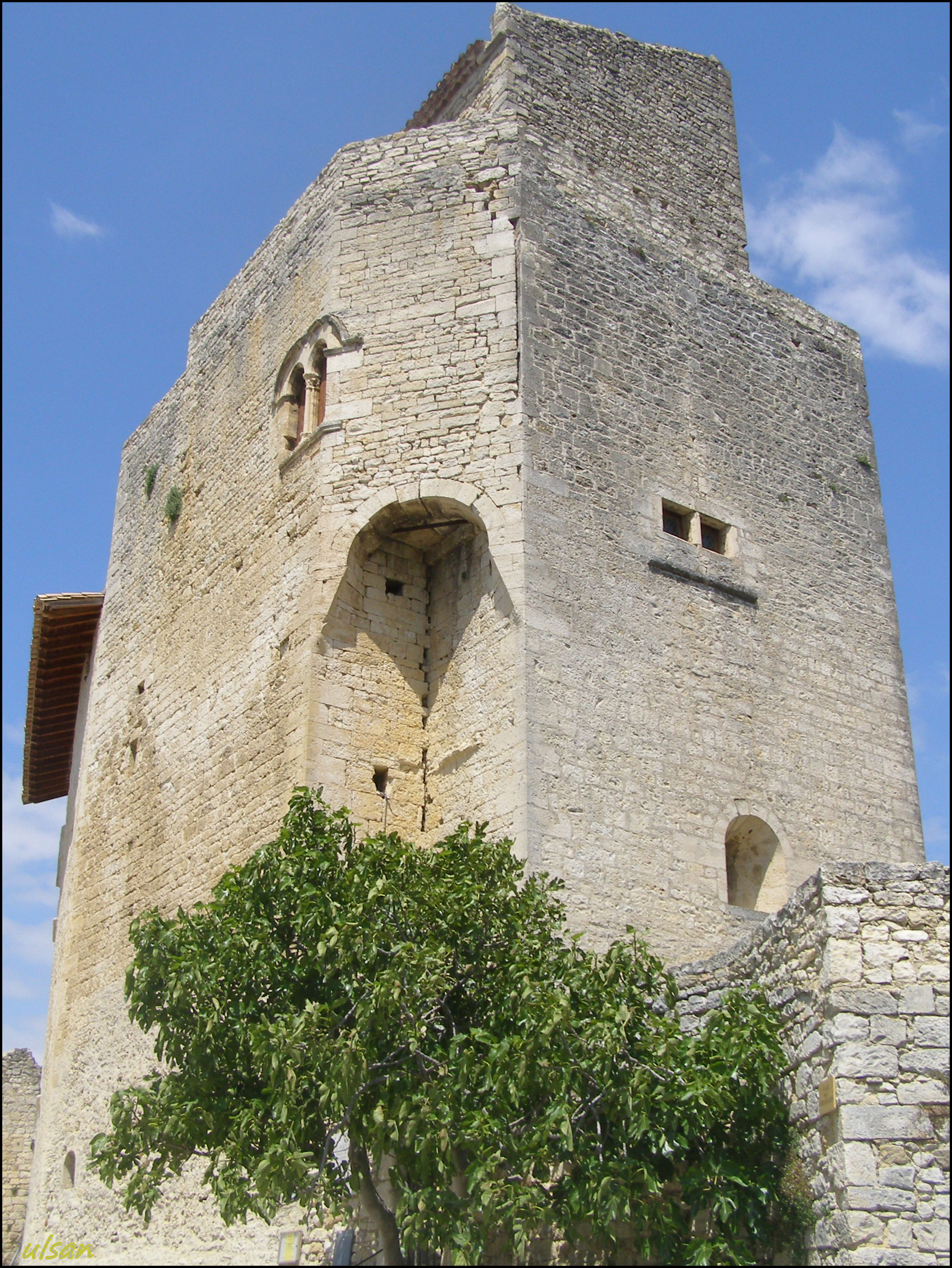
Vue sur le donjon.
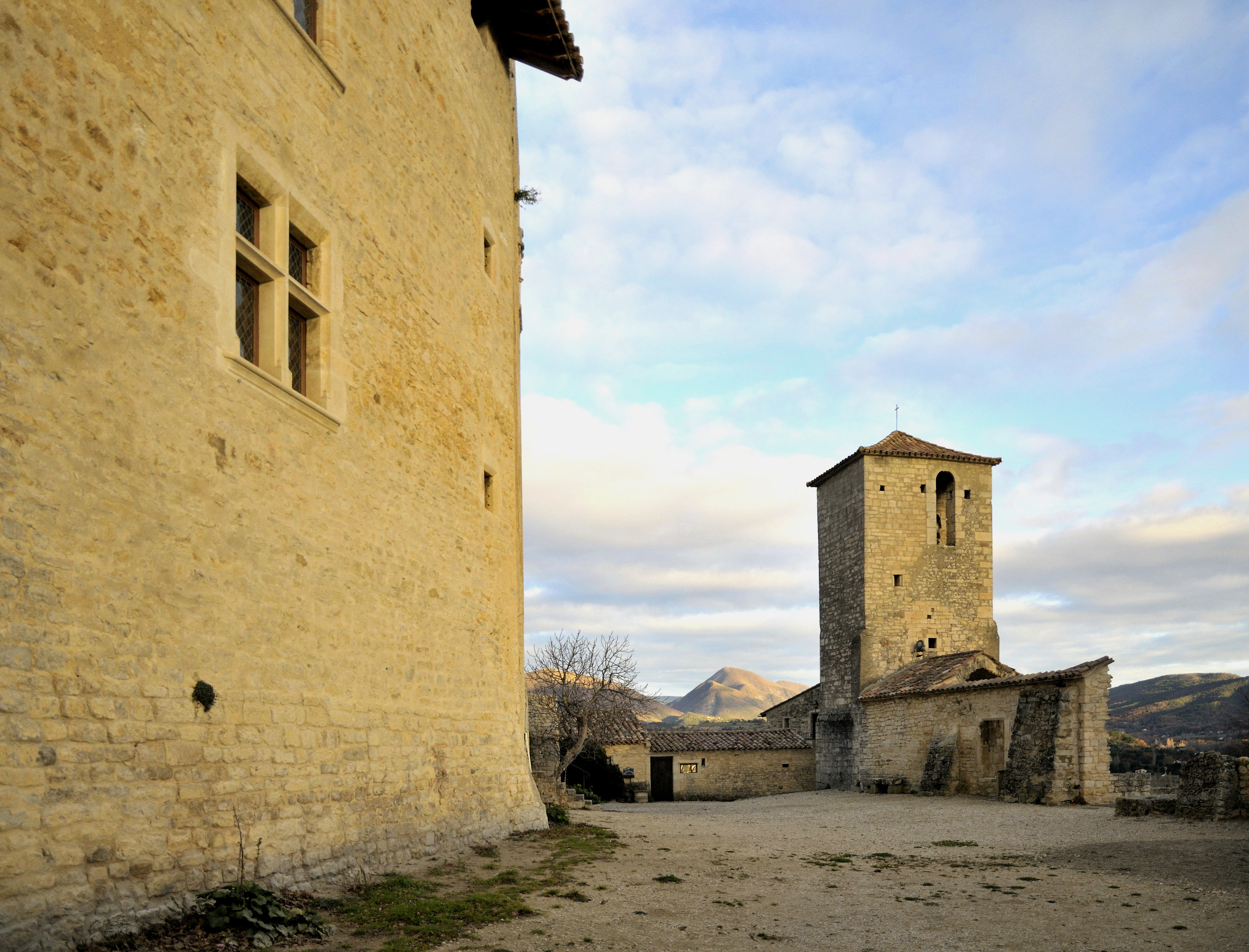
Au pied du donjon.
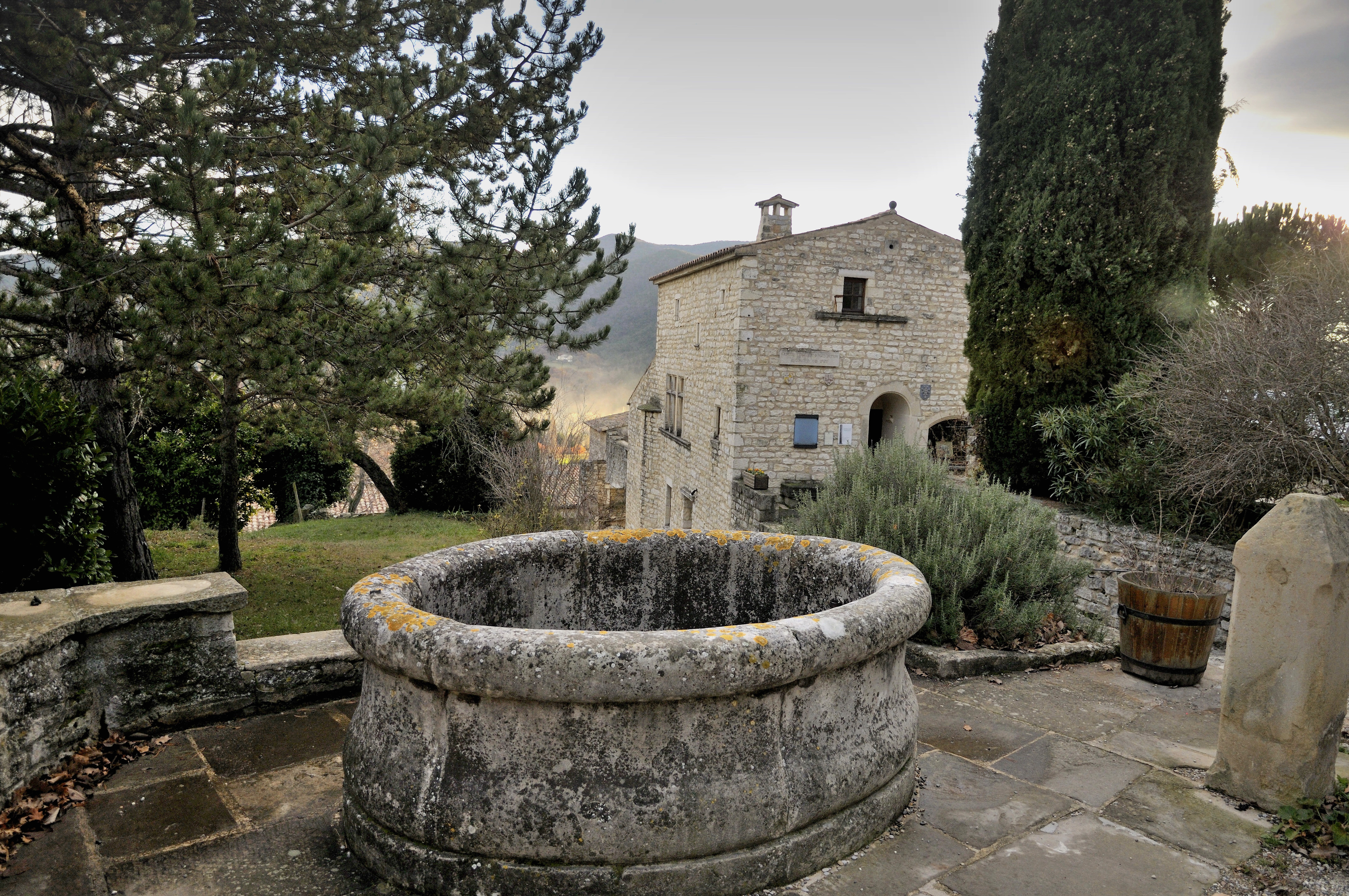
Ancien bassin.
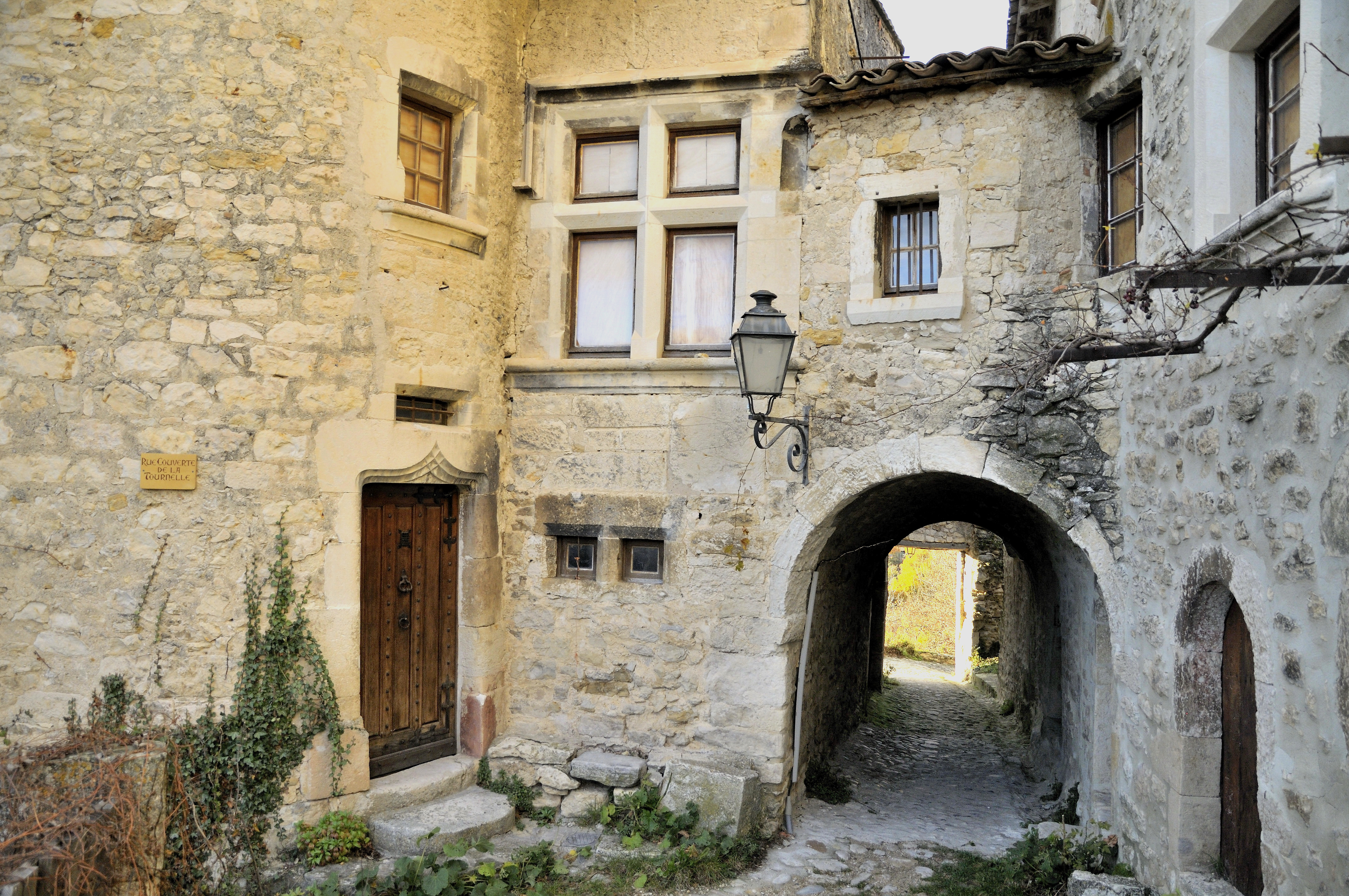
Maison ancienne.
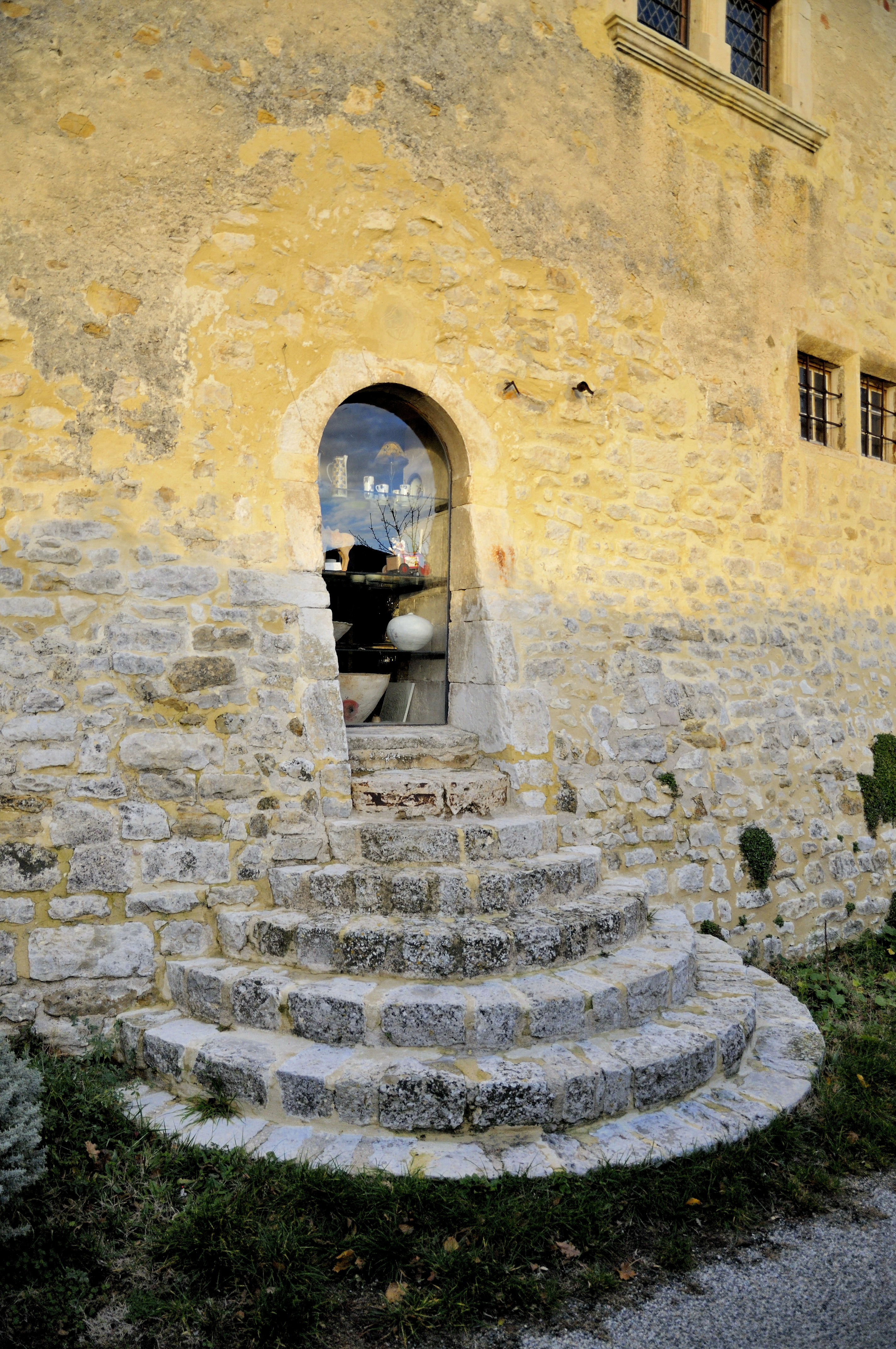
Escalier ancien.
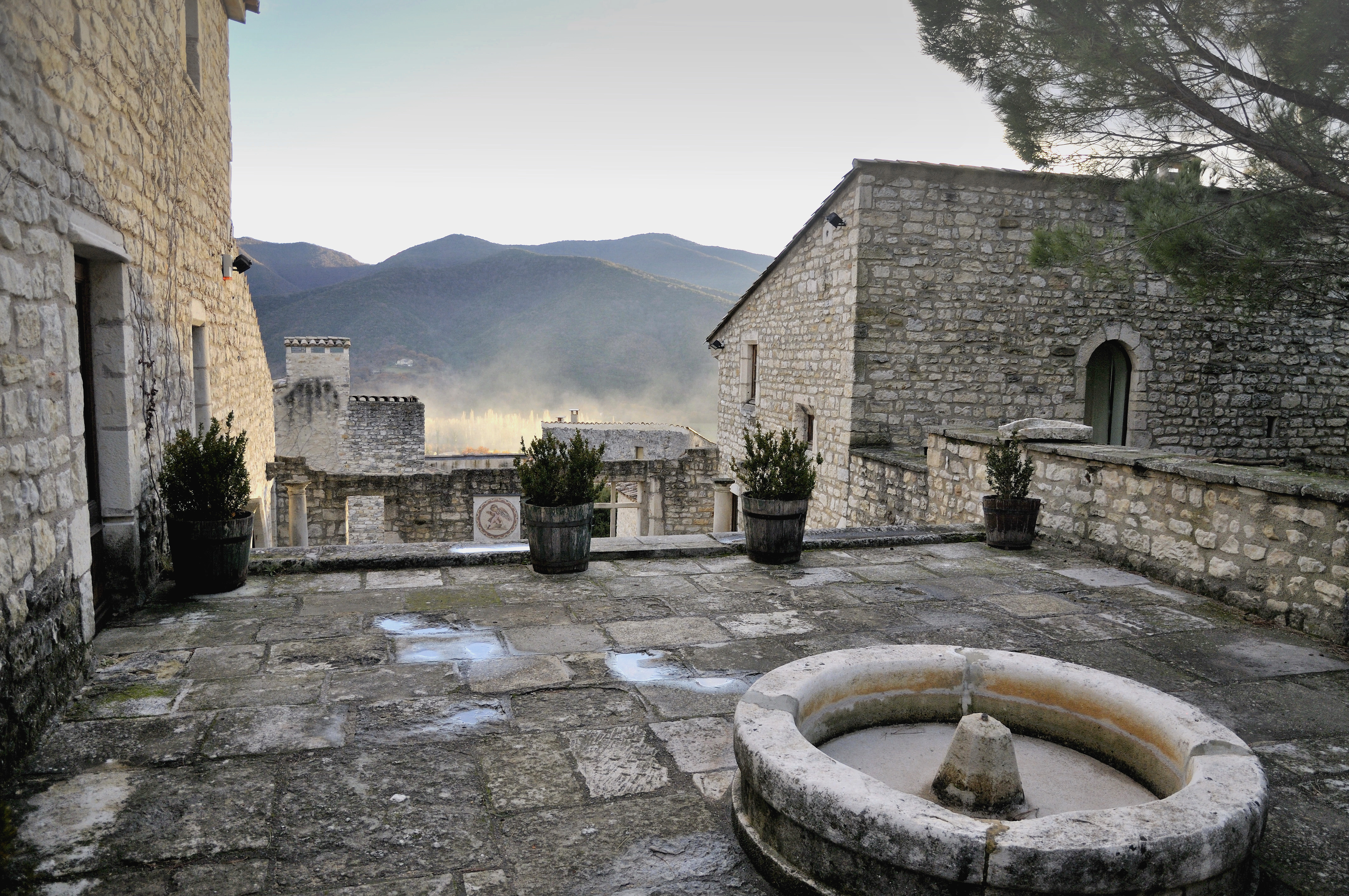
La terrasse du Centre d'art.

### Patrimoine culturel
- Le musée du protestantisme dauphinois[18] :

Le musée est accolé à l'ancien temple et présente de nombreux documents et objets liés à l'histoire du protestantisme dans la région, notamment sur les persécutions subies par la communauté réformée au lendemain de la révocation de l’Édit de Nantes.
- Poterie et faïence d'art[18] :

Comme d'autres villages de la Drôme provençale (Cliousclat, Dieulefit), les artisans du Poët-Laval travaillent la terre vernissée, depuis au moins le début du XVIIIe siècle.
En 1830, il existe de nombreux ateliers de poterie dans le village.
Pendant trois générations, la famille Robin a assuré la production dans le village.
Aujourd'hui, il reste de nombreuses fabriques artisanales.

### Personnalités liées à la commune
- Gerard Reve (1923-2006) : écrivain hollandais, habitait la maison La Grâce, qui se trouve au village bas, la Gougne[réf. nécessaire].

### Héraldique, logotype et devise
|  | Le Poët-Laval possède des armoiries dont l'origine et le blasonnement exact ne sont pas disponibles. |